# عبد الجليل آل طريف
عبد الجليل إبراهيم حبيب آل طريف (مواليد 20 يونيو 1949

) معلم وإعلامي وسياسي بحريني.

## السيرة
ولد عبد الجليل في قرية السنابس في 20 يونيو 1949. حصل على بكالوريوس في اللغة العربية والعلوم الإسلامية من كلية الفقه بالنجف بالعراق. عمل مدرسا في وزارة التربية والتعليم من 1970 إلى 1974. ثم انتقل للعمل موظفا لدى سكرتارية المجلس الوطني خلال عام 1975. بعد حل المجلس الوطني انتقل للعمل موظف بوزارة الدولة لشئون مجلس الوزراء من عام 1975. كما التحق بالعمل مذيعا متعاونا في إذاعة وتلفزيون البحرين من عام 1975. تقرر تعيينه عضو في مجلس الشورى من 2002 إلى 2006.